# NHL 99
NHL 99 es un videojuego de hockey sobre hielo desarrollado por Electronic Arts Canada. Fue lanzado el 30 de septiembre de 1998 y fue el sucesor de NHL 98. El juego contó con grandes mejoras en el juego de NHL 98. Sin embargo, las dos próximas ediciones presentan pequeñas mejoras de este juego, lo que hace que este juego sea similar a NHL 2000 y NHL 2001. Fue la primera y única entrega de la serie NHL que se lanzó en Nintendo 64.

## Características
Desde NHL 99 hasta NHL 2001, hubo muy pocas 'mejoras' importantes en el juego. NHL 99 para la PlayStation contaba con gráficos de mayor resolución que NHL 98, pero la velocidad de fotogramas y los controles que no respondían (especialmente en los modos de 2 jugadores o más) dificultaban su jugabilidad. Las ligas en línea del juego también se organizaron más. Daryl Reaugh dejó la serie como comentarista de color después de NHL 99. En la versión de Nintendo 64 de NHL 99, están representadas las licencias oficiales de la NHL y la NHLPA con todos los equipos y jugadores, incluido el equipo de expansión Nashville Predators. Tiene una resolución media-alta a 30 FPS, con soporte del Rumble Pack y modo para cuatro jugadores. El comentarista es realizado por Bill Clement de ESPN.

## Introducción
La introducción presenta varios aspectos destacados de la temporada anterior acompañados de la canción "Heroes" de David Bowie.